# Levantamento de Chicago
Durante as décadas de 1850 e 1860, os engenheiros realizaram uma elevação gradual do nível do centro de Chicago para tirá-lo do terreno pantanoso. Ruas, calçadas e prédios foram levantados fisicamente em parafusos. A obra foi financiada por proprietários privados e fundos públicos.

## Antecedentes

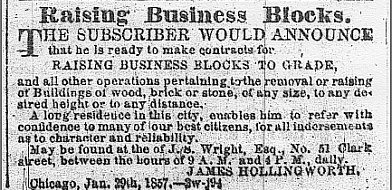
Anúncio no Chicago Daily Tribune, 1858.

Durante o século 19, a elevação da área de Chicago era um pouco mais alta do que a costa do Lago Michigan, então por muitos anos, havia pouca ou nenhuma drenagem natural da superfície da cidade. A falta de drenagem causou condições de vida desagradáveis, e a água parada abrigou patógenos que causaram inúmeras epidemias, incluindo febre tifoide e disenteria, que assolaram Chicago seis anos seguidos, culminando no surto de cólera de 1854 que matou seis por cento da população da cidade.
A crise forçou os engenheiros e vereadores da cidade a levar a sério o problema da drenagem e depois de muitas discussões acaloradas; e após pelo menos um falso começo; uma solução finalmente se materializou. Em 1856, o engenheiro Ellis S. Chesbrough elaborou um plano para a instalação de um sistema de esgoto em toda a cidade e o submeteu ao Conselho Comum, que adotou o plano. Os trabalhadores então colocaram drenos, cobriram e reformaram estradas e calçadas com vários metros de terra e elevaram a maioria dos edifícios para o novo nível.

## Fila na Lake Street

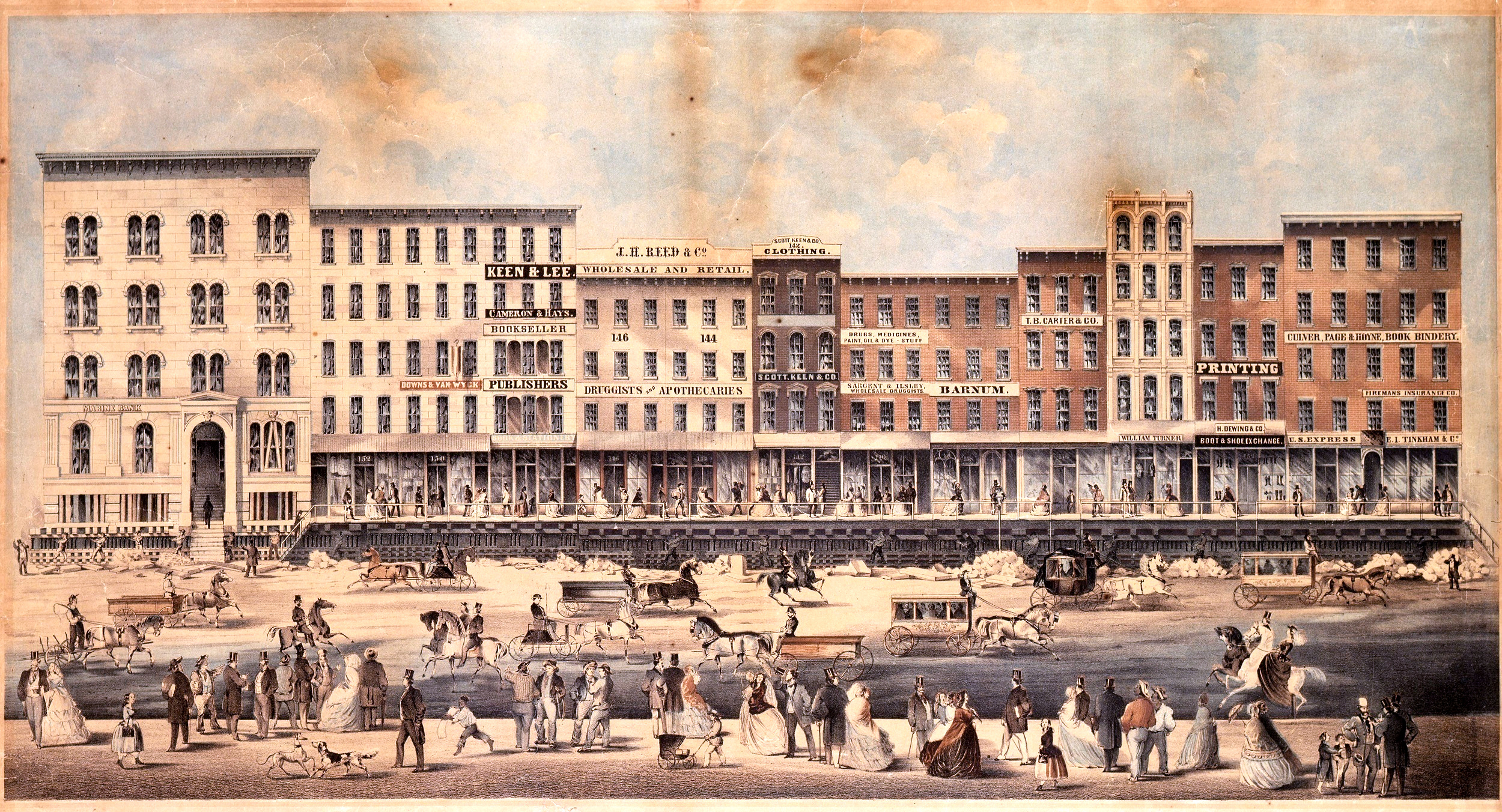
Levantando um quarteirão de prédios na Lake Street

Em 1860, um consórcio de nada menos que seis engenheiros; incluindo Brown, Hollingsworth e George Pullman; co-gerenciou um projeto para levantar meio quarteirão na Lake Street , entre Clark Street e LaSalle Street, completo e de uma só vez. Esta era uma fileira de alvenaria sólida de lojas, escritórios, gráficas, etc., 320 pés (98 m) de comprimento, compreendendo edifícios de tijolo e pedra, alguns de quatro andares, cerca de cinco, com uma área de quase um acre (4 000 m2) de espaço, e um peso total estimado, incluindo calçadas suspensas, de 35 000 toneladas. Os negócios que operam nestas instalações não foram encerrados durante a operação; à medida que os prédios eram erguidos, as pessoas vinham, iam, compravam e trabalhavam neles como fariam normalmente. Em cinco dias, todo o conjunto foi elevado 4 pés e 8 polegadas (1,42 m) por uma equipe composta por seiscentos homens usando seis mil parafusos, prontos para a construção de novas paredes de fundação. O espetáculo atraiu multidões de milhares, que no último dia tiveram permissão para andar no antigo térreo, entre os macacos.

## Elevação hidráulica da Franklin House
Há evidências em fontes documentais primárias de que pelo menos um edifício em Chicago, o Franklin House na Franklin Street, foi erguido hidraulicamente pelo engenheiro John C. Lane, da parceria Lane and Stratton de São Francisco. Engenheiros californianos usavam macacos hidráulicos para erguer edifícios de tijolos dentro e ao redor de São Francisco já em 1853.

## Prédios realocados

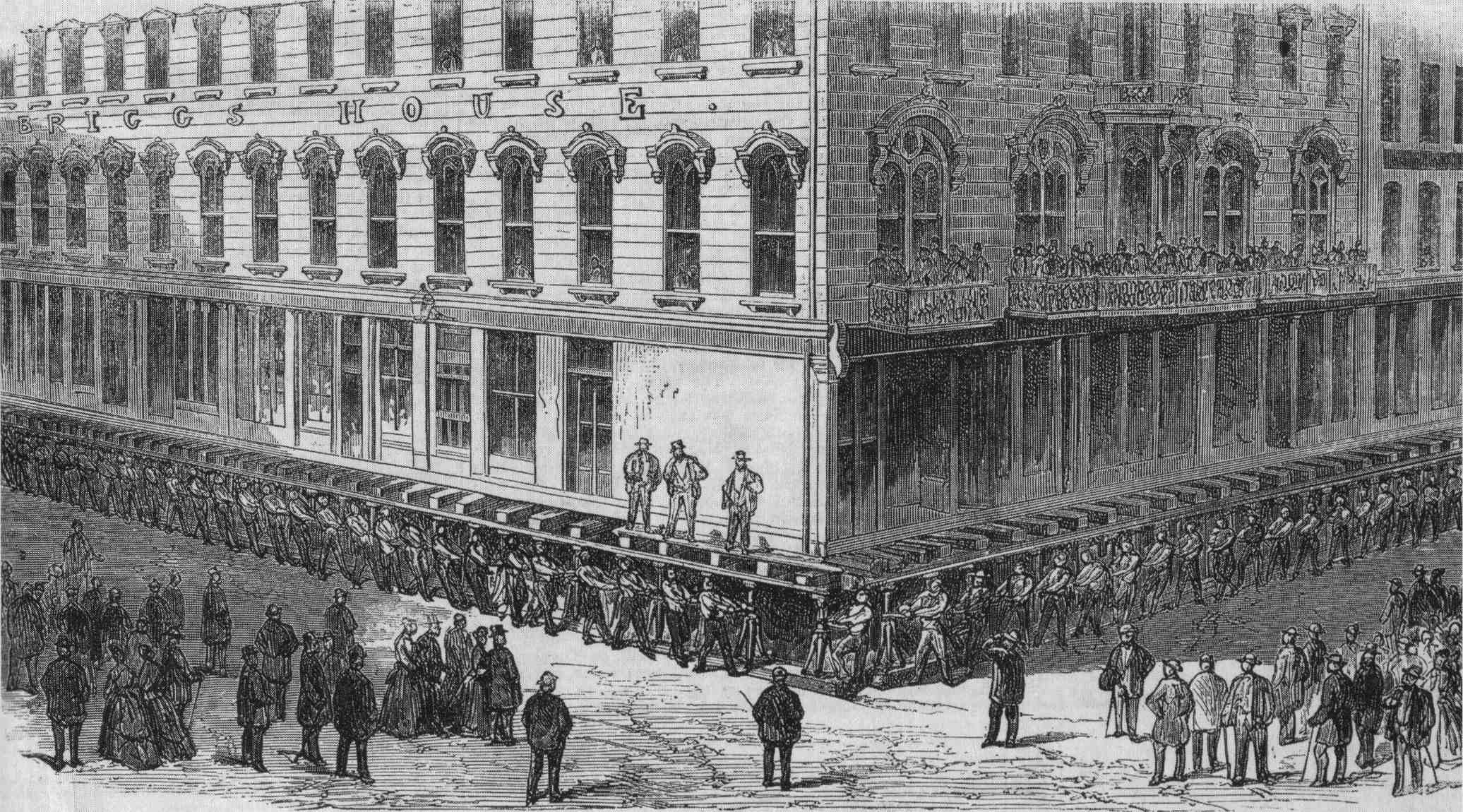
Levantando a Briggs House, um hotel de tijolos, em 1866.

Muitos dos edifícios de madeira erguidos às pressas no centro de Chicago eram agora considerados inadequados para a cidade florescente e cada vez mais rica. Em vez de levantá-los vários metros, os proprietários geralmente preferiam realocar esses antigos edifícios de estrutura, substituindo-os por novos blocos de alvenaria construídos no último grau. Consequentemente, a prática de colocar os antigos edifícios de madeira de vários andares, intactos e mobiliados; às vezes fileiras inteiras deles em bloco; sobre rolos e deslocá-los para a periferia da cidade ou para os subúrbios era tão comum que era considerado nada mais do que tráfego rotineiro. O viajante David Macrae escreveu: “Nunca se passou um dia durante minha estada na cidade sem que eu encontrasse uma ou mais casas mudando de bairro. Um dia eu conheci nove. Saindo da Great Madison Street nos carros a cavalo tivemos que parar duas vezes para deixar as casas atravessarem. ”A função para a qual tal edifício foi construído muitas vezes seria mantida durante a mudança. Uma família podia começar a jantar em um endereço e terminar sua refeição em outro, e um dono de loja podia manter sua loja aberta, mesmo que os clientes tivessem que entrar por uma porta da frente em movimento. Prédios de tijolos também foram movidos de um local para outro, e em 1866, o primeiro deles; um prédio de tijolos de dois andares e meio; fez a pequena mudança da Madison Street para fora para a Rua Monroe. Mais tarde, muitos outros edifícios de tijolos muito maiores foram rolados por distâncias muito maiores em Chicago.